# 卡桑德里诺
卡桑德里诺（義大利語：Casandrino），是意大利那不勒斯省的一个市镇。总面积3平方公里，人口13221人，人口密度4407.0人/平方公里（2009年）。ISTAT代码为063020。